# Martina Sáblíková
Martina Sáblíková (Nové Město na Moravě, 27 maggio 1987) è una pattinatrice di velocità su ghiaccio e ciclista su strada ceca.
Specializzata nelle lunghe distanze, nel pattinaggio ha vinto tre ori olimpici e diciassette titoli mondiali e attualmente detiene il record mondiale nei 5000 e nei 10000 metri. Anche il fratello minore, Milan Sáblík, è un pattinatore di velocità.
Pratica anche il ciclismo su strada, dove ha vinto una medaglia di bronzo nella cronometro ai campionati europei e nove campionati cechi, tre in linea e sei a cronometro.

## Carriera
Nel novembre 2005, a Salt Lake City, batte il record mondiale juniores dei 3000 m, con il tempo di 4'00"69. Alle Olimpiadi di Torino, nel 2006, si piazza al quarto posto nei 5000 metri. Nello stesso anno, a marzo, batte il record mondiale dei 10000 metri, migliorando di oltre 11 secondi il primato precedente.
Nel 2007 conquista il suo primo titolo internazionale, vincendo gli Europei di Collalbo, con il punteggio record (su piste all'aperto) di 162,954 punti. Stabilisce anche il record mondiale all'aperto nei 3000 e nei 5000 metri. Ai Mondiali di Salt Lake City vince l'oro nei 3000 e nei 5000 metri, stabilendo anche il record mondiale dei 5000 con il tempo di 6'45"61. Il 15 marzo 2007, a Calgary, diventa la prima volta a percorrere i 10000 metri in meno di 14 minuti, con il tempo di 13'48"33.
All'inizio della stagione 2007-2008, una caduta le provoca la rottura dell'omero e lo stiramento dei legamenti. Nonostante l'infortunio, si conferma nei 5000 metri ai Mondiali di Nagano. Nel 2009 vince la medaglia d'oro ai Mondiali completi di Hamar, piazzandosi al primo posto nei 3000 e nei 5000 metri; si confermerà l'anno dopo a Heerenveen. Sempre nel 2010, alle Olimpiadi di Vancouver, vince l'oro nei 3000 e nei 5000 metri e il bronzo nei 1500 metri.

## Pattinaggio di velocità

### Palmarès

#### Olimpiadi
- 7 medaglie:
  - 3 ori (3000 m e 5000 m a Vancouver 2010; 5000 m a Soči 2014)
  - 2 argenti (3000 m a Soči 2014, 5000 m a Pyeongchang 2018)
  - 2 bronzo (1500 m a Vancouver 2010, 5000 m a Pechino 2022)

#### Mondiali completi
- 8 medaglie:
  - 5 ori (Hamar 2009, Heerenveen 2010, Calgary 2015, Berlino 2016, Calgary 2015, Calgary 2019)
  - 2 argenti (Mosca 2012, Hamar 2017);
  - 1 bronzo (Calgary 2011)

#### Mondiali distanza singola
- 26 medaglie:
  - 16 ori (3000 m e 5000 m a Salt Lake City 2007; 5000 m a Nagano 2008; 5000 m a Vancouver 2009; 5000 m a Inzell 2011; 3000 m e 5000 m a Heerenveen 2012; 5000 m a Soči 2013; 3000 m e 5000 m a Heerenveen 2015; 3000 m e 5000 m a Kolomna 2016; 5000 m a Gangneung 2017; 3000 m e 5000 m a Inzell 2019; 3000 m a Salt Lake City 2020)
  - 6 argenti (3000 m a Vancouver 2009; 3000 m a Inzell 2011; 3000 m a Soči 2013; 3000 m a Gangneung 2017; 5000 m a Salt Lake City 2020; 3000 m a Heerenveen 2021)
  - 4 bronzi (3000 m e 5000 m a Heerenveen 2023; 3000 e 5000 m a Calgary 2024)

#### Europei completi
- 11 medaglie:
  - 5 ori (Collalbo 2007, Hamar 2010, Collalbo 2011, Budapest 2012, Minsk 2016)
  - 3 argenti (Čeljabinsk 2015, Heerenveen 2017, Collalbo 2019)
  - 3 bronzi (Kolomna 2008, Heerenveen 2009, Hamar 2014)

#### Universiadi
- 2 medaglie:
  - 2 ori (3000 m e 5000 m a Trentino 2013)

#### Mondiali juniores
- 1 medaglia:
  - 1 argento (Erfurt 2006)

#### Coppa del Mondo
- Miglior piazzamento nella Grand World Cup: 2ª nel 2012 e nel 2015
- Vincitrice della Coppa del Mondo di combinata lunghe distanze nel 2007, nel 2008, nel 2009, nel 2010, nel 2011, nel 2012, nel 2013, nel 2014, nel 2015, nel 2016, nel 2017 e  nel 2019
- Vincitrice della Coppa del Mondo di inseguimento a squadre nel 2009
- Miglior piazzamento nella Coppa del Mondo dei 1500 m: 3ª nel 2010
- Miglior piazzamento nella Coppa del Mondo dei 1000 m: 24ª nel 2016
- 81 podi (80 individuali, 1 a squadre):
  - 48 vittorie (47 individuali, 1 a squadre)
  - 18 secondi posti (tutti individuali)
  - 15 terzi posti (tutti individuali).

#### Coppa del Mondo - vittorie
| Data             | Luogo           | Stato         | Disciplina                                                    |
| ---------------- | --------------- | ------------- | ------------------------------------------------------------- |
| 2 febbraio 2007  | Torino          | Italia        | 3000 m                                                        |
| 18 febbraio 2007 | Erfurt          | Germania      | 5000 m                                                        |
| 4 marzo 2007     | Calgary         | Canada        | 3000 m                                                        |
| 11 novembre 2007 | Salt Lake City  | Stati Uniti   | 3000 m                                                        |
| 16 novembre 2007 | Calgary         | Canada        | 3000 m                                                        |
| 1º dicembre 2007 | Kolomna         | Russia        | 5000 m                                                        |
| 26 gennaio 2008  | Hamar           | Norvegia      | 5000 m                                                        |
| 3 febbraio 2008  | Baselga di Piné | Italia        | 3000 m                                                        |
| 22 febbraio 2008 | Heerenveen      | Paesi Bassi   | 3000 m                                                        |
| 8 novembre 2008  | Berlino         | Germania      | 3000 m                                                        |
| 31 gennaio 2009  | Erfurt          | Germania      | 3000 m                                                        |
| 1º febbraio 2009 | Erfurt          | Germania      | Inseguimento a squadre (con Andrea Jirků e Karolína Erbanová) |
| 14 febbraio 2009 | Heerenveen      | Paesi Bassi   | 5000 m                                                        |
| 6 marzo 2009     | Salt Lake City  | Stati Uniti   | 3000 m                                                        |
| 6 novembre 2009  | Berlino         | Germania      | 3000 m                                                        |
| 21 novembre 2009 | Hamar           | Norvegia      | 5000 m                                                        |
| 11 dicembre 2009 | Salt Lake City  | Stati Uniti   | 3000 m                                                        |
| 12 marzo 2010    | Heerenveen      | Paesi Bassi   | 3000 m                                                        |
| 28 gennaio 2011  | Mosca           | Russia        | 3000 m                                                        |
| 18 febbraio 2011 | Salt Lake City  | Stati Uniti   | 5000 m                                                        |
| 5 marzo 2011     | Heerenveen      | Paesi Bassi   | 3000 m                                                        |
| 18 novembre 2011 | Čeljabinsk      | Russia        | 3000 m                                                        |
| 25 novembre 2011 | Astana          | Kazakistan    | 3000 m                                                        |
| 2 dicembre 2011  | Heerenveen      | Paesi Bassi   | 5000 m                                                        |
| 12 febbraio 2012 | Hamar           | Norvegia      | 3000 m                                                        |
| 2 marzo 2012     | Heerenveen      | Paesi Bassi   | 5000 m                                                        |
| 9 marzo 2012     | Berlino         | Germania      | 3000 m                                                        |
| 1º dicembre 2012 | Astana          | Kazakistan    | 5000 m                                                        |
| 1º marzo 2013    | Erfurt          | Germania      | 5000 m                                                        |
| 15 novembre 2013 | Salt Lake City  | Stati Uniti   | 3000 m                                                        |
| 29 novembre 2013 | Astana          | Kazakistan    | 5000 m                                                        |
| 6 dicembre 2013  | Berlino         | Germania      | 3000 m                                                        |
| 23 novembre 2014 | Seul            | Corea del Sud | mass start                                                    |
| 12 dicembre 2014 | Heerenveen      | Paesi Bassi   | 3000 m                                                        |
| 1º febbraio 2015 | Hamar           | Norvegia      | 3000 m                                                        |
| 22 marzo 2015    | Erfurt          | Germania      | 3000 m                                                        |
| 22 marzo 2015    | Erfurt          | Germania      | mass start                                                    |
| 13 novembre 2015 | Calgary         | Canada        | 3000 m                                                        |
| 20 novembre 2015 | Salt Lake City  | Stati Uniti   | 5000 m                                                        |
| 4 dicembre 2015  | Inzell          | Germania      | 3000 m                                                        |
| 11 dicembre 2015 | Heerenveen      | Paesi Bassi   | 3000 m                                                        |
| 30 gennaio 2016  | Stavanger       | Norvegia      | 1500 m                                                        |
| 31 gennaio 2016  | Stavanger       | Norvegia      | 3000 m                                                        |
| 11 novembre 2016 | Harbin          | Cina          | 3000 m                                                        |
| 18 novembre 2016 | Nagano          | Giappone      | 3000 m                                                        |
| 2 dicembre 2016  | Astana          | Kazakistan    | 3000 m                                                        |
| 11 dicembre 2016 | Heerenveen      | Paesi Bassi   | 5000 m                                                        |
| 11 marzo 2017    | Stavanger       | Norvegia      | 3000 m                                                        |

## Ciclismo su strada

### Palmarès
- 2010

Campionati cechi, Prova in linea
Campionati cechi, Prova a cronometro
- 2011

Campionati cechi, Prova in linea
Campionati cechi, Prova a cronometro
- 2013

Campionati cechi, Prova in linea
Campionati cechi, Prova a cronometro
- 2014

Campionati cechi, Prova in linea
Campionati cechi, Prova a cronometro
- 2015

Campionati cechi, Prova in linea
Campionati cechi, Prova a cronometro
- 2016

Campionati cechi, Prova a cronometro

### Piazzamenti

#### Competizioni mondiali
- Campionati del mondo

Copenaghen 2011 - Cronometro Elite: 28ª
Limburgo 2012 - Cronometro Elite: 9ª
Limburgo 2012 - In linea Elite: ritirata
Ponferrada 2014 - Cronometro Elite: 12ª
Ponferrada 2014 - In linea Elite: ritirata
Richmond 2015 - Cronometro Elite: 12ª